# Cosmiosophista trachyopa
Cosmiosophista trachyopa är en fjärilsart som beskrevs av Diakonoff 1954. Cosmiosophista trachyopa ingår i släktet Cosmiosophista och familjen fransmalar. Inga underarter finns listade i Catalogue of Life.